# Cerro Ohnet
El cerro Ohnet es una montaña en Chile que se encuentra ubicada en el parque nacional Torres del Paine en la comuna de Torres del Paine, provincia de Última Esperanza en la región de Magallanes y Antártica Chilena, en la zona sur del país, 1900 km al sur de Santiago, la capital del país. El cerro está ubicado a 1428 metros sobre el nivel del mar.
El terreno alrededor del cerro Ohnet es en su mayoría montañoso, especialmente al oeste. El área más alta tiene una altitud de 2106 metros y está a 3,3 km al norte del cerro. El área alrededor del cerro está cubierta de pastizales.
La temperatura media es de -2 °C. El mes más cálido es febrero, a 4 °C, y el más frío es junio, a -7 °C.